# Ramberto Malatesta
Ramberto Malatesta (... – 28 gennaio 1330) è stato un condottiero italiano.

## Biografia
Era figlio ultimogenito di Gianciotto e della seconda moglie Zambrasina dei Zambrasi.
Nel 1323, Ramberto fu avvicinato da suo cugino Uberto, ghibellino e conte di Giaggiolo e invitato in una cospirazione per rovesciare ed eliminare il loro zio Pandolfo I Malatesta, di parte guelfa, Signore di Rimini e capo della casata Malatesta. Fingendo di stare al gioco, Ramberto avvertì Pandolfo delle intenzioni del cugino. Pandolfo insieme a Ferrantino invitò a cena Uberto e lo fece assassinare dallo stesso Ramberto.
Con la morte di Pandolfo nel 1326, si aggravarono gli squilibri all'interno della casata malatestiana. Ramberto infatti ambiva alla podesteria di Rimini, così come i cugini Malatesta III e Ferrantino. Ma nonostante egli salvò la vita a Pandolfo non ottenne nessun dominio, mentre invece Malatesta ottenne Pesaro e Ferrantino ottenne Rimini. In seguito a ciò tentò la mossa dell'invito a cena e dell'arresto dei parenti. Il piano non gli riuscì perché Malatesta non rispose all'invito perché impegnato nelle Marche, e Polentesia, la moglie di Malatestino Novello organizzò la difesa di Rimini. Poi fece catturare a tradimento lo stesso Ferrantino. Malatesta combatté contro Ramberto, che fu costretto a fuggire da Rimini e rifugiarsi a Santarcangelo di Romagna. I due si rinconciliarono nel gennaio del 1327.
Ma la pace non fu rispettata poiché Ramberto convinse il fratello Guido ad attaccare Rimini nel luglio del 1328, ma fu respinto dai difensori.
Il 28 gennaio del 1330 si recò al castello di Poggio Berni presso Malatestino Novello in quel momento impegnato in una battuta di caccia al falco. Questi, rientrato dalla caccia, trovò Ramberto in ginocchio che gli chiedeva perdono per i vari tradimenti commessi in passato. Malatestino rispose alle suppliche di Ramberto uccidendolo con un colpo di spada immersa dall'alto nel collo.